# Polydextrose
Polydextrose (E 1200) ist eine synthetische Verbindung aus Glucose, Sorbit und Citronensäure.
Das kettenförmige zuckerähnliche, langkettige Molekül kann von den Verdauungsenzymen nicht abgebaut werden und wirkt auf den menschlichen Organismus ab einer Einzeldosis von etwa 50 g oder einer Tagesdosis von etwa 90 g abführend.
Polydextrose wird in der Lebensmittelindustrie als Trägerstoff, Füllstoff und Feuchthaltemittel Lebensmitteln zugesetzt. Es ist in der EU als Lebensmittelzusatzstoff der Bezeichnung E 1200 ohne Höchstmengenbeschränkung für Lebensmittel allgemein zugelassen. Auf Verpackungen von Kosmetikprodukten ist es in der Liste der Inhaltsstoffe als POLYDEXTROSE (INCI) aufgeführt.